# Premier van Canada
De premier van Canada (Engels: Prime Minister of Canada, Frans: Premier ministre du Canada) is het hoofd van de Canadese regering. Vaak is het de leider van die politieke partij die in het Canadees Lagerhuis de meeste zetels heeft.
De huidige Canadese premier is Mark Carney. Hij volgde Justin Trudeau op 14 maart 2025 op nadat Trudeau zoals op 6 januari 2025 aangekondigd aftrad.

## Termijn
De termijn van het ambt van de premier ligt niet vast. Slechts in het geval dat een oppositiepartij een meerderheid van zetels in het Lagerhuis weet te bemachtigen, moet de minister-president aftreden. Ook het verliezen van een motie van wantrouwen door de partij van de premier kan een reden zijn waarop de premier besluit om af te treden (waarop een andere partij een regering kan vormen), maar vaker wordt dan het Parlement ontbonden en verkiezingen uitgeschreven. Als een oppositiepartij bij tussentijdse verkiezingen de grootste partij wordt, krijgt toch de zittende partij en minister-president de keuze om de huidige regering te laten voortduren. De zittende premier kan dan kijken of het mogelijk is om een coalitie te vormen met een andere partij of door te gaan als minderheidsregering, of de premier kan aftreden om het mogelijk maken van een nieuwe regering door die partij die de meeste zetels wist te halen bij de verkiezingen.